# North Queensferry

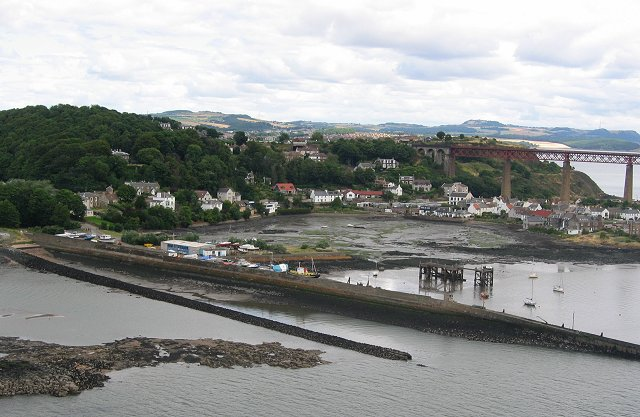
North Queensferry depuis le pont routier du Forth.

North Queensferry est un village du council area de Fife en Écosse, sur la rive nord du Firth of Forth, entre le pont du Forth ferroviaire, son pont suspendu homonyme routier et un troisième pont à haubans, le nouveau pont du Forth, mis en service en 2017, à 16 km d'Édimbourg. 
Selon l'estimation de 2011, le village a une population de 1 076 habitants.